# Cefeide di tipo II
Una cefeidi di tipo II è una cefeide più leggera, che appartiene alla popolazione II. Queste stelle hanno periodi compresi fra 1 e 50 giorni. Come tutte le variabili cefeidi, quelle di tipo II esibiscono una relazione fra la luminosità assoluta della stella e il suo periodo di pulsazione. Per questa ragione le cefeidi di tipo II possono essere utilizzate, come le altre cefeidi, come candele standard per il calcolo della distanza del centro della Via Lattea, degli ammassi globulari e di altre galassie. Tuttavia, rispetto alle cefeidi classiche, quelle di tipo II sono stelle di popolazione II, molto vecchie, povere di metalli e distribuite soprattutto nell'alone galattico e negli ammassi globulari. Inoltre, dato un certo periodo, sono più deboli delle cefeidi classiche di 1,6 magnitudini. Sono di solito stelle di massa medio-piccola (0,5 – 0,6 M☉).
Storicamente, le cefeidi di tipo II erano chiamate anche variabili W Virginis, ma ora si ritiene che quella delle W Vir sia solo una delle tre sottoclassi in cui le cefeidi di tipo II sono divise sulla base della lunghezza dei loro periodi. Le stelle con un periodo compreso fra 1 e 4 giorni sono raccolte nella sottoclasse delle variabili BL Herculis; quelle con un periodo compreso fra 10 e 20 giorni appartengono alla sottoclasse delle variabili W Virginis, mentre quelle con un periodo più ampio di 20 giorni sono variabili RV Tauri. Queste sottoclassi rappresentano anche tre diversi periodi dell'evoluzione di questo tipo di stelle: le variabili BL Her sono stelle recentemente fuoriuscite dal ramo orizzontale, che stanno espandendo il loro raggio e aumentando la loro luminosità. Esse stanno quindi sviluppando un nucleo degenere di carbonio e ossigeno e stanno cominciando a fondere l'elio e l'idrogeno in due gusci esterni al nucleo degenere. Le variabili W Vir sono stelle appartenenti al ramo asintotico delle giganti (AGB), che quindi hanno pienamente sviluppato un nucleo degenere di carbonio e ossigeno e che vanno incontro a instabilità termiche nei gusci in cui l'elio e l'idrogeno sono fusi, instabilità responsabili delle pulsazioni. Infine, le variabili RV Tau sono stelle in uno stato di evoluzione più avanzato, ossia nella fase post-AGB, in cui stanno andando incontro a importanti perdite di massa che le porteranno a diventare entro un periodo relativamente breve delle nane bianche.
Variabili cefeidi di tipo II di più lungo periodo, più luminose, sono state rilevate al di fuori del Gruppo Locale nelle galassie NGC 5128 e NGC 4258.